# 1962 dans les chemins de fer
Chronologie des chemins de fer
1961 dans les chemins de fer - 1962 - 1963 dans les chemins de fer

## Évènements

### Janvier
- 1er janvier, France : renumérotation générale du parc de locomotives diesel de la SNCF.